# Leiophron prodigiosa
Leiophron prodigiosa är en stekelart som först beskrevs av Chen och Van Achterberg 1997.  Leiophron prodigiosa ingår i släktet Leiophron och familjen bracksteklar. Inga underarter finns listade i Catalogue of Life.